# مفصلة

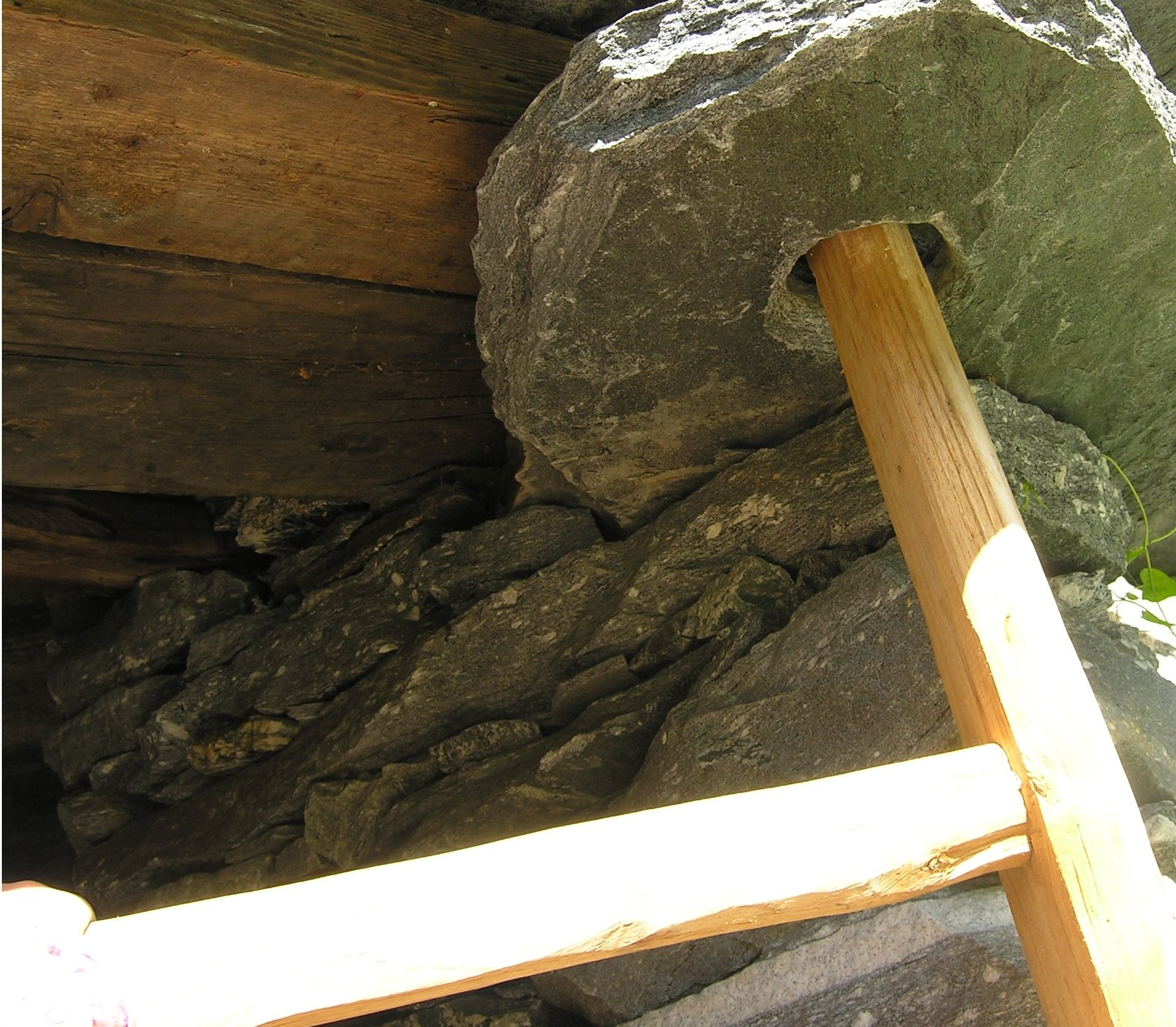
مفصلة قديمة وجدت في مباني حجرية.

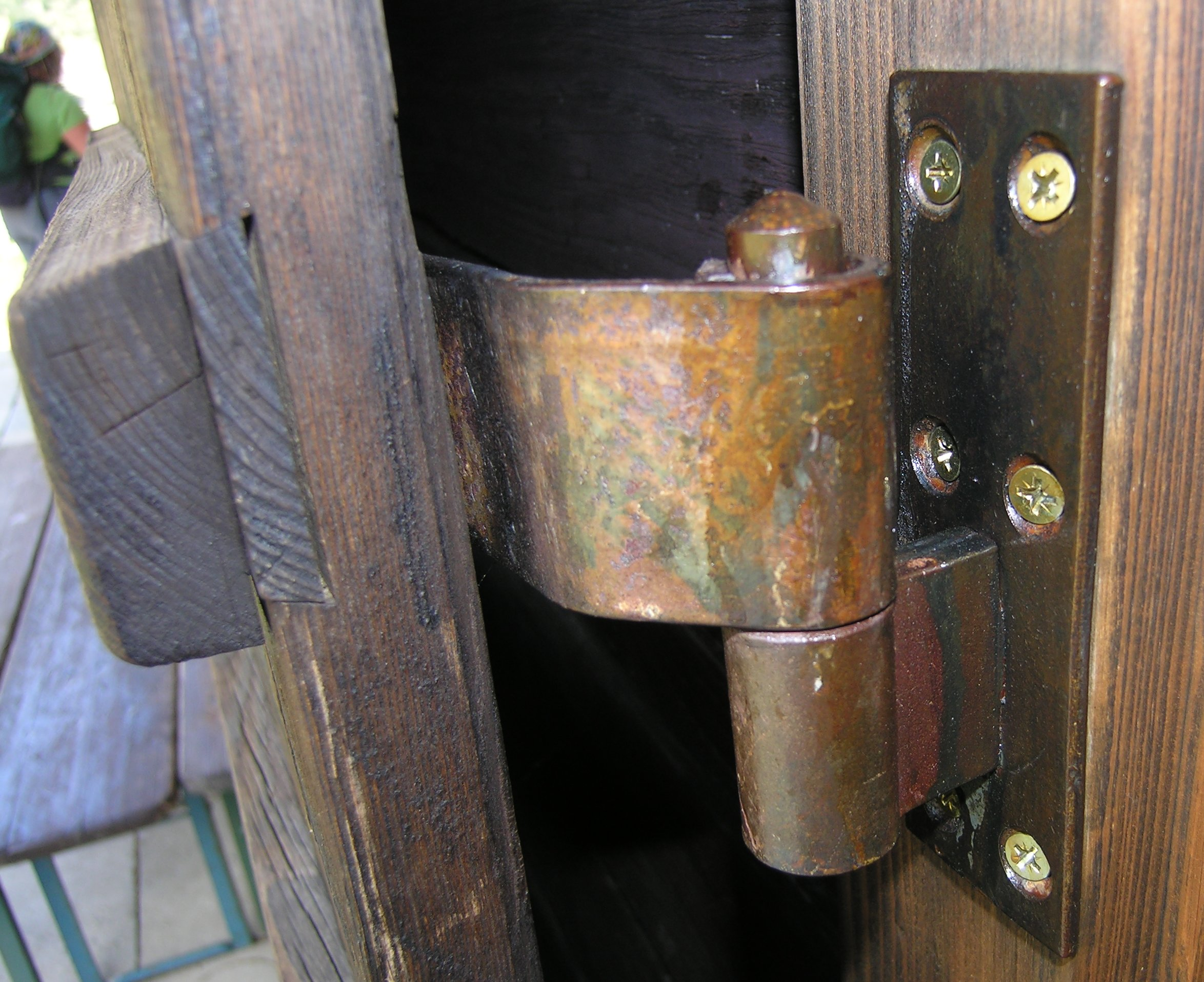
مفصلة أسطوانية مصنوعة من البرونز.

المَفْصَلَة أو المُفَصَّلة (بالإنجليزية: Hinge)‏ في الميكانيكا هي الآلية قيد بين جسمين، تسمح لجسم منهم بالدوران فقط ولذلك لا تسمح له بالانتقال.
المحور يربط بين جسمين، وعادة ما يسمح بزاوية دوران محدودة بينهما. الجسمين متصلين بمحور خيالي، يدور واحد بالنسبة للأخر بالتناوب حول محور ثابت (محور الدوران الهندسي). المحور يمكن ان يكون مصنوع من مادة مرنة أو مع عناصر متحركة. في علم الأحياء، والكثير من المفاصل يعملون كالمحاور. هياكل مماثلة تُستخدم في كثير من أنواع الجسور المتحركة.